# Bathyoncus
Bathyoncus is een geslacht van zakpijpen (Ascidiacea) uit de familie Styelidae en de orde Stolidobranchia.

## Soorten
- Bathyoncus arafurensis Monniot F. & Monniot C., 2003
- Bathyoncus herdmani Michaelsen, 1904
- Bathyoncus lanatus Monniot C. & Monniot F., 1991
- Bathyoncus mirabilis Herdman, 1882
- Bathyoncus tantulus Monniot C. & Monniot F., 1991

Niet geaccepteerde soorten:
- Bathyoncus enderbyanus Michaelsen, 1904 → Bathystyeloides enderbyanus (Michaelsen, 1904)